# Station Nærbø
Station Nærbø is een station in  Nærbø in de gemeente Hå in het zuidwesten van Noorwegen. Het station werd geopend in 1878. Het ligt aan Sørlandsbanen, en wordt alleen bediend door  de stoptreinen van Jærbanen richting Stavanger en Egersund. 